# Evangelisches Pfarrhaus (Heilbronn-Frankenbach)

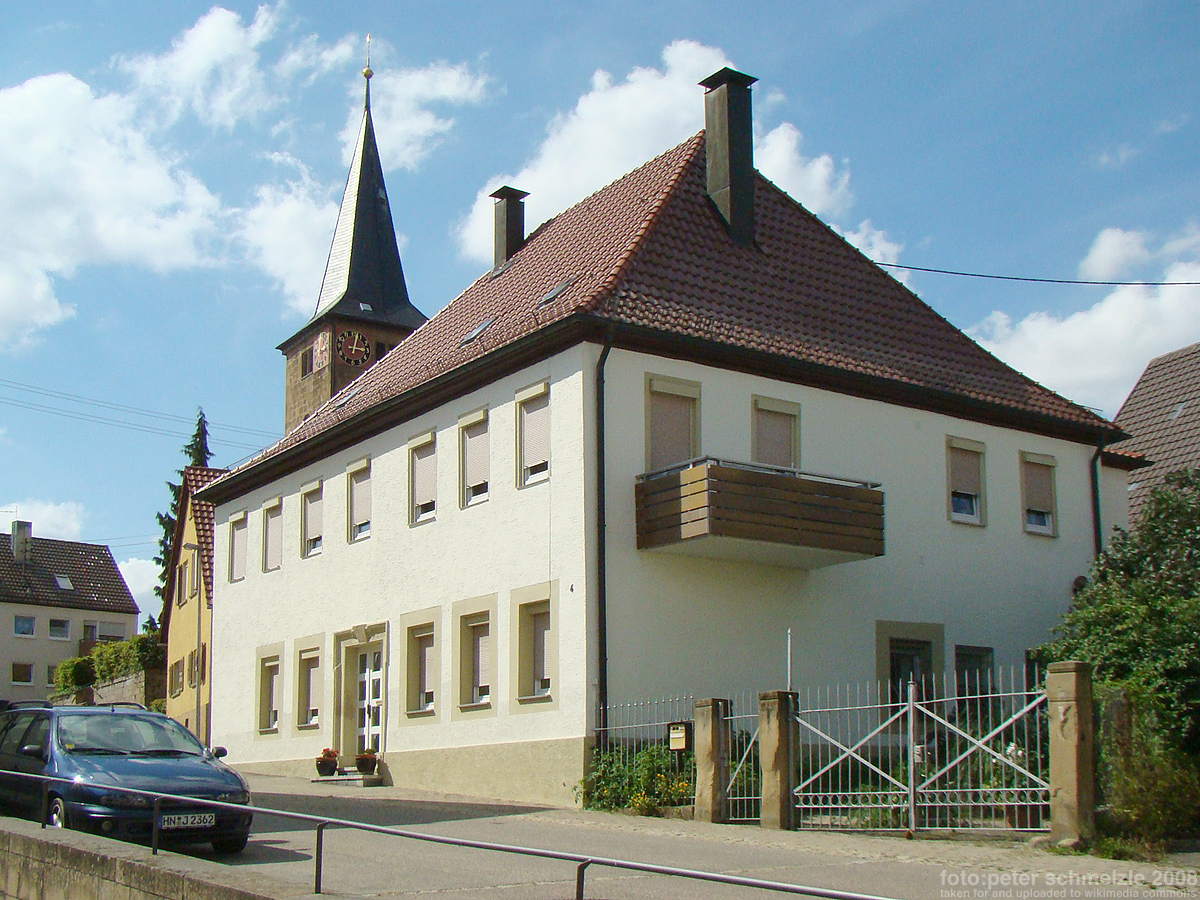
Evangelisches Pfarrhaus in Heilbronn-Frankenbach

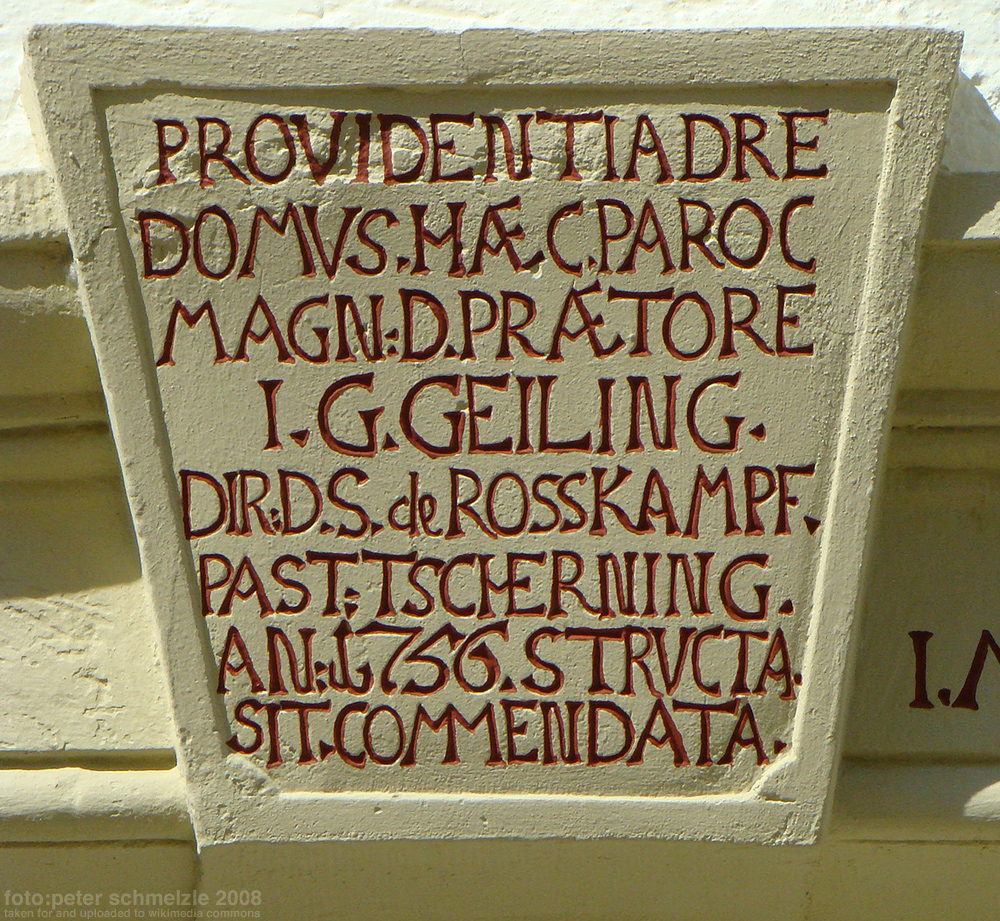
Inschriftenstein am Haupteingang

Das evangelische Pfarrhaus im Heilbronner Stadtteil Frankenbach ist ein eingetragenes Kulturdenkmal.

## Geschichte
Ein Pfarrhaus hat sich vermutlich bereits seit dem späten Mittelalter in der Frankenbacher Kirchstraße befunden. Für 1695 ist ein Neubau bezeugt, der 1748 abgebrannt ist. Daraufhin wurde 1756 unter Verwendung des erhalten gebliebenen steinernen Erdgeschosses das heutige Pfarrhaus in Fachwerkbauweise erbaut.

## Beschreibung
Das evangelische Pfarrhaus in der Kirchstraße 4 ist ein zweigeschossiger Putzbau mit Walmdach. Das Erdgeschoss weist eine kreuzförmige Diele auf, der Bau wurde einst über vier Eingänge erschlossen. Der heute noch vorhandene Haupteingang zeigt profilierte barocke Gewände mit Datierung und den Namen des Pfarrers, des Schultheißen und des Pfarrpflegers. Im Erdgeschoss befanden sich einst die Waschküche, Holzlege, Gesindestube und Stall, im Obergeschoss Küche sowie Wohnräume.
Zum Pfarrhaus zugehörig ist die benachbarte Pfarrscheune mit dekorativ ausgebildetem Sichtfachwerk, mit der das Gebäude heute in Sachgesamtheit ein Kulturdenkmal bildet.